# 청주시립미술관
청주시립미술관은 충청북도 청주시에 있는 공립 미술관이다.

## 연혁
- 2016년 7월 1일 개관.